# Robert A. Heinlein
Robert Anson Heinlein (Butler, Missouri, 1907. július 7. – Carmel-by-the-Sea, Kalifornia, 1988. május 8.) amerikai sci-fi-író, a hard science fiction egyik legnépszerűbb, legbefolyásosabb és egyben legvitatottabb írója volt. Széles körben elfogadhatóvá tette a tudományos és a műszaki témákat – ami keveseknek sikerült –, és segített a műfaj irodalmi színvonalának emelésében. Ő volt az első író, akinek – az 1940-es években – sikerült betörnie leplezetlenül sci-fi témájú művekkel olyan népszerű magazinokba, mint a Saturday Evening Post. Az első írók közt volt, akiknek sikerült bestseller sci-fi regényt írnia. Mindezekre utal az is, hogy Heinleint, Isaac Asimovot és Arthur C. Clarke-ot a science fiction „nagy hármasaként” tartják számon.
Leggyakoribb témái társadalmi vonatkozásúak voltak: radikális individualizmus, libertarianizmus, vallás, a fizikai és érzelmi szeretet közti kapcsolat és spekulációk a liberális családi viszonyokról. Ezen témák iránt tanúsított ikonoklaszta hozzáállása vezetett ahhoz, hogy különböző művei egymástól nagyon különböző ideológiákat takarnak. Például 1959-es regénye, a Csillagközi invázió a kritikusok nagy többsége szerint a militarizmust dicsőíti. Ezzel szemben 1961-es regénye, az Angyali üdvözlet a szexuális forradalom és az ellenkultúra úttörőjének váratlan szerepébe helyezte őt.
Heinlein négy Hugo-díjat is nyert regényeiért, valamint ötven évvel első megjelenésük után három műve is „Retro-Hugo”-díjat kapott – ezeket a díjakat visszamenőleg osztják ki azon évek legjobb műveiért, amelyekben nem osztottak ki Hugo-díjat. Szintén ő volt az, aki az első Damon Knight Memorial Grand Master díjat kapott az Amerikai sci-fi és fantasy írók szervezetétől, életművének elismeréseként.
Műveiben Heinlein olyan szavakat is alkotott, amelyek később az angol nyelv részévé váltak, úgymint például a „grok”, a „TANSTAAFL” és a „waldo”.

## Élete

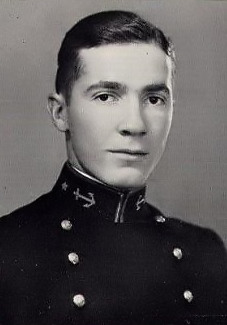
Heinlein az Amerikai Tengerészeti Akadémia (USNA) évkönyvében

Heinlein (ejtsd: hájnlájn) 1907. július 7-én, Rex Ivar és Bam Lyle Heinlein gyermekeként született a Missouri állambeli Butlerben, de gyerekkorát már Kansas City-ben töltötte. Bár az erkölcsi vonatkozásaitól megszabadult, korának, környezetének értékrendje, szemléletmódja műveire is hatással volt. 1929-ben, az Amerikai Tengerészeti Akadémián végzett, s tisztként szolgált a tengerészetnél. Nem sokkal diplomaosztója után házasodott, de ez a házasság csak egy évig tartott. Második feleségét, Leslyn Macdonaldot 1932-ben vette el. Leslyn radikális politikai nézeteket vallott, ennek köszönhető, hogy Isaac Asimov – Heinlein feleségéhez hasonlítva – „egy heves liberalista”-ként jellemezte a 30-as évekbeli Robertet. Heinlein a USS Roper fedélzetén is szolgált 1933–34-ben, ahol a tengerészeti hadnagyi rangig vitte. 1934-ben tbc megbetegedése miatt leszerelt a tengerészettől. Hosszú kórházi kezelése alatt fogalmazódott meg benne a vízágy ötlete, amelyről később több művében is részletes leírást adott. Többek közt ezek a regények akadályozták meg a találmány majdani gyakorlati megvalósítóit annak jogvédésében. A hadsereg is nagy hatással bírt Heinleinra: egész élete során mélyen hitt a lojalitásban, a vezetésben, és egyéb, a katonasággal összefüggő eszmékben.
Leszerelése után Heinlein diplomásoknak szánt kurzuson vett részt a Kaliforniai Egyetemen, matematika és fizika tárgyból, később azonban ezt egyrészt egészségügyi problémái, másrészt politikai ambíciói miatt otthagyta. Magát rengeteg különböző munkából tartotta el, beleértve az ingatlanüzletet és az ezüstbányászatot is. Heinlein az 1930-as években aktív tagja volt Upton Sinclair szocialista mozgalmának, mely a kaliforniai szegénység megszüntetését tűzte ki célul, majd amikor Sinclair 1934-ben a Demokrata Párt jelöltjeként a kaliforniai kormányzó címért indult, Heinlein a később sikertelennek bizonyult kampányban dolgozott. Ő maga Kalifornia állam alsóházbeli tagságra pályázott, szintén sikertelenül. Későbbi éveiben Heinlein titkolta szocialista múltját, politikai tapasztalatairól félénken írt, általában a fikció leplébe burkolózva. 1954-ben ezt írta: „…jópár amerikai… azt hangoztatta, hogy Joseph McCarthy »terroruralmat« hozott létre. Ti rettegtek? Mert én nem, pedig az én múltam intenzív politikai aktivitást takar, McCarthy beállítottságától jóval balrább”

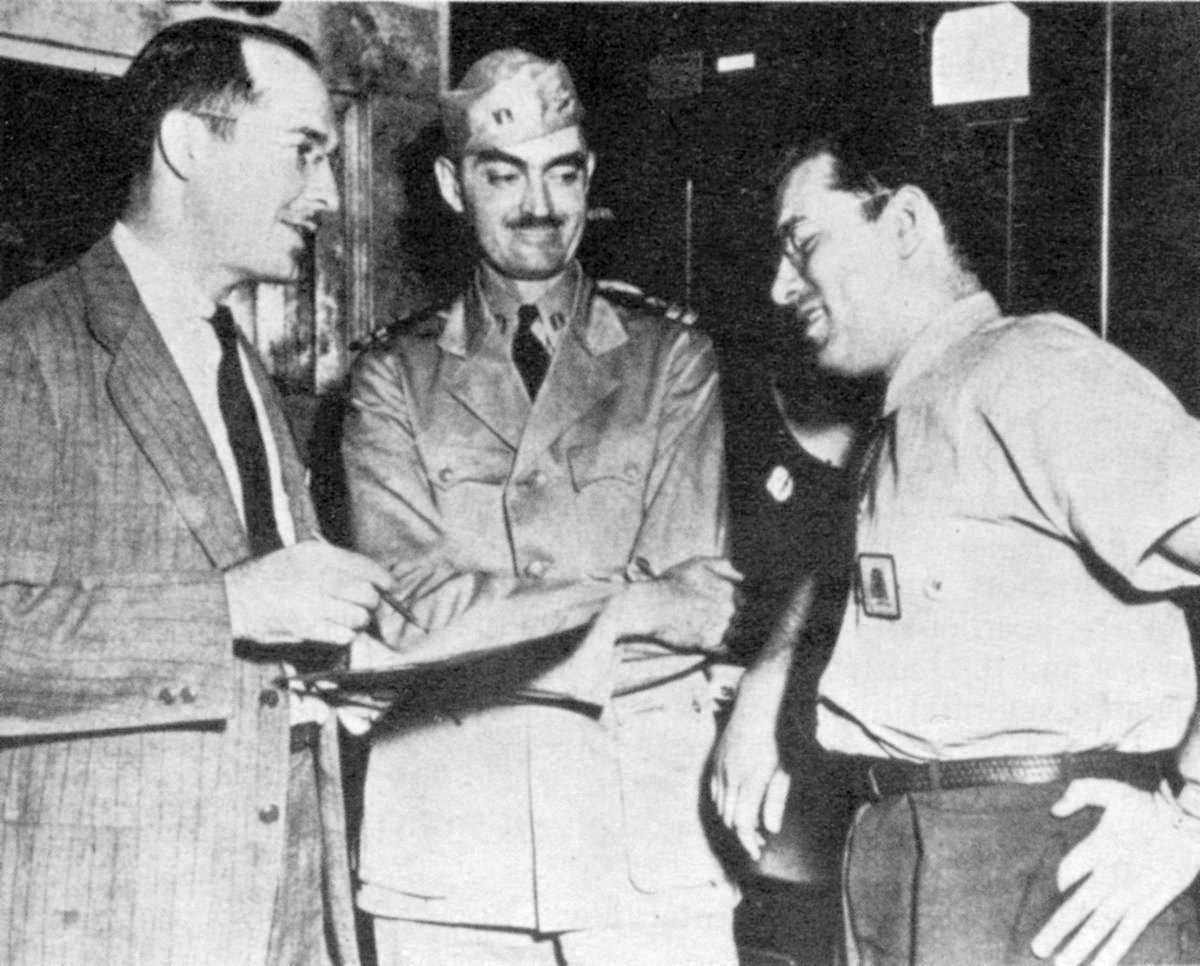
Robert A. Heinlein, L. Sprague de Camp és Isaac Asimov Philadelphia hadihajógyárában, 1944-ben

Bár nem szűkölködött a kampányt követően sem – a tengerészet kis összegű rokkantnyugdíjat folyósított neki – Heinlein írni kezdett, hogy jelzálogát kiegyenlítse. Első novellája, az Életvonal 1939-ben jelent meg, az Astounding magazin hasábjain. Rövid időn belül a „társadalmi” sci-fi irányvonalát követő új mozgalom egyik vezéralakjává vált. A második világháború alatt repülési mérnökként dolgozott a haditengerészetnél, ő toborozta Isaac Asimovot és L. Sprague de Campet is, hogy a philadelphiai hadihajógyárban dolgozzanak.
Ahogy a háború 1945-ben véget ért, Heinlein újraértékelte karrierjét. Az atomtámadás Hirosima és Nagaszaki ellen és a hidegháború kitörése politikai témájú írások publikálására ösztökélte, mindemellett pedig be szándékozott törni a jobban fizető piacokra. Négy nagy hatású története jelent meg a The Saturday Evening Postban, majd 1947 februárjában a Zöld dombok a Földönnel – a sci-fi-írók körében elsőként – kitört a „ponyvairodalom gettójából”. 1950-ben a Destination Moon („Célállomás: Hold”) dokumentum-jellegű filmmel – melynek történet- és forgatókönyvírója, szövegkönyv-társszerzője, valamint számos effektjének kiötlője volt – elnyert egy Oscar-díjat a filmtrükkökért. Mindezek mellett az 1950-es évek során egy gyermekregényekből álló sorozatot publikált a Scribner's kiadónál.

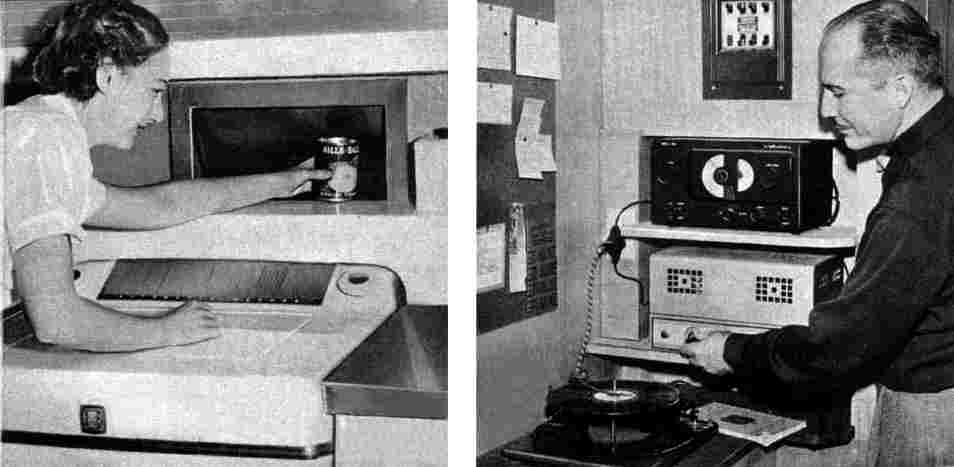
Robert és Virginia Heinlein egy 1952-es újságcikkben, melynek címe: „Egy ház, ami megkönnyíti az életet”. Heinleinék – mindketten mérnökök lévén – jópár innovatív felszereléssel kiegészítették otthonukat

Heinlein 1947-ben elvált második feleségétől is, majd a következő évben nőül vette Virginia „Ginny” Gerstenfeldet, akivel 40 évvel később bekövetkezett haláláig együtt volt. Kétségkívül Ginnyről mintázta jópár intelligens, vadul független női karakterét. 1953–54-ben a Heinleinek körbeutazták a világot, amit Robert Tramp Royale („Királyi csavargás”) című művében örökített meg, s az utazás során szerzett élményei remek háttéranyagot biztosítottak sci-fi regényeihez, mint például a Podkayne of Mars („Podkayne a Marsról”) címűben, melynek szerves részét képezi egy űrutazás. Asimov úgy hitte, azzal együtt, hogy Ginnyt feleségül vette, Heinlein átlendült a politikai jobboldalra. A pár ugyanis 1958-ban megalkotta a Patrick Henry League-et (mellyel a nukleáris kísérleteket támogatta), majd 1964-ben közösen dolgozott Barry Goldwater kampányában. Asimov ezen meglátását azonban ugyanúgy befolyásolhatta az a téves törekvés, amely a libertarianizmust a hagyományos jobb- és baloldali politika skálájába akarta besorolni, mint Heinlein ikonoklazmusa, valamint hogy nem akarta magát beskatulyázni semmilyen ideológiába (beleértve a libertarianizmust is). Ginny hatása sokkal egyértelműbben megfigyelhető irodalmi és tudományos téren, lévén, hogy ő volt férje kéziratainak első olvasója, és magánál Heinleinnál is jobb mérnök hírében állt.

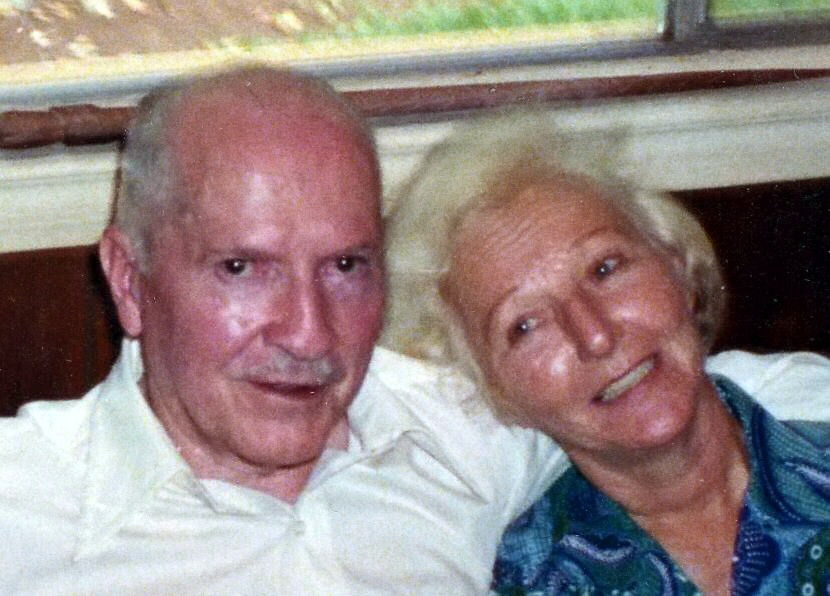
Robert és Virginia Heinlein Tahitin (1980)

Könnyen lehet, hogy a Heinlein ifjúsági regények, azaz fiataloknak szánt írásai a legfontosabb munkája, hiszen tudományosan és szociálisan éretté neveli a tinédzser olvasóközönséget, mint például az „Őrjárat a világűrben” c. regényében is. Bár a sorozat köteteiben végig népszerű témákat használt, az 1959-es Csillagközi inváziót azonban a Scribner kiadó szerkesztőbizottsága visszadobta a regény ellentmondásosságára hivatkozva. Ezek után Heinlein úgy érezte, felszabadult a gyermekírói skatulyából, s elkezdte írni a „saját dolgom, a saját módomon”, publikálva egy sor könyvet – beleértve leghíresebb műveit, az Angyali üdvözletet („Stranger in a Strange Land”, 1961) és a A Hold börtönébent („The Moon Is a Harsh Mistress”, 1966) is –, melyekkel újrafestette a sci-fi határait.
1970-től kezdve viszont Heinlein számos egészségi krízisen esett át, amit lelkesen űzött hobbija, a kőművesség csak súlyosbított. (Egy magánlevélben úgy hivatkozott rá, mint az „általános és kedvenc elfoglaltsága a könyveken túl”.) Számára az évtized egy életveszélyes hashártyagyulladással indult, amiből teljes felépülése több mint két évig tartott. De amint elég jól volt ahhoz, hogy írni tudjon, nekilátott a Time Enough for Love-nak (1973), ami számos, későbbi műveiben is megjelenő témát hozott fel.
Az 1970-es évek közepén két cikket is írt a Britannica Compton Yearbook című évkönyvnek. Ginnyvel keresztül-kasul bejárta az országot, az amerikai véradást segítve, majd 1976-ban, Kansas Cityben harmadszor is díszvendége volt a Sci-fi világgyűlésének (World Science Fiction Convention). 1978-as tahiti vakációja során átmeneti iszkémiás rohamot kapott. A következő hónapokban egyre kimerültebb lett, egészségi állapota ismét romlani kezdett. A probléma oka – mint kiderült – egy blokkolt feji verőér volt, így Heinlein átesett az egyik első ilyen típusú bypass-műtéten. Sebészeti kezelése új erőre ébresztette, 1980 után még öt regény írt 1988. május 8-án bekövetkezett haláláig, amikor is álmában, tüdőtágulás és szívelégtelenség következtében hunyt el.
Akkortájt épp egy új World as Myth típusú regényének jegyzetein dolgozott. Több művét csak halála után adták ki.

## Írói pályafutása

### Korai munkái (1939–1960)
Heinlein nem érte meg első regénye, a For Us, The Living: A Comedy of Customs (1939) kiadását. Robert James csak később találta meg a kéziratot, a művet így 2003-ban adták nyomdába. Habár regénynek megbukott, lévén kicsit több, mint egy leplezett tanulmány Heilein társadalmi elméleteiről, érdekes betekintést ad az emberről, mint szociális állatról vallott radikális elveire, beleértve a szabad szerelmet. A könyvben jelen van számos, más történetekben is megtalálható ideológiájának csírája.
Minden bizonnyal Heinlein legalábbis megpróbált ezen elveivel konzisztens életet élni – még a 30-as években is –, második feleségével, Leslynnel például nyitott kapcsolatban éltek. Nudista is volt – a nudizmus és testi tabuk gyakori témái műveinek. A hidegháború ideje alatt pedig háza alá óvóhelyet épített, ahogy azt a Farnham's Freeholdban tárgyalja.

## Magyarul
- Philip K. Dick: Foster, meghalsz! / Robert Heinlyne: Hosszú őrség. Amerikai elbeszélések; ford. Nánási Judit; Stiinta si Technica, Bukarest, 195? (Tudományos-fantasztikus elbeszélések)
- Őrjárat a világűrben (Space Cadet); ford. ifj. Stadler Aurél; Budutynoszt Ny., Újvidék, 1953
- Pokoljárás a világűrben / Birodalmi logika; ford. Lux Alfréd; in: Pokoljárás a világűrben. Fantasztikus történetek; Zrínyi Ny., Budapest, 1967 (Kozmosz könyvek)
- A Galaxis polgára. Regény (Citizen of the Galaxy); ford. Nemes István; Phoenix, Debrecen, 1992 (Science fiction & fantasy)
- Angyali üdvözlet (Stranger in a Strange Land); ford. Gálvölgyi Judit; JLX, Budapest, 1993
- Matuzsálem gyermekei (Methuselah's Children); ford. Kiss Marianne; Cédrus, Budapest, 1993
- Élősdiek (The Puppet Masters); ford. Füssi-Nagy Géza; Móra, Budapest, 1995
- A fenevad száma (The Number of the Beast); ford. Nemes Ernő; Lap-ics–Cherubion, Budapest–Debrecen, 1998 (Galaxis sf könyvek)
- Csillagközi invázió (Starship Troopers); ford. Varga Csaba; N&N, Budapest, 1998 (Möbius)
- A Hold börtönében (The Moon is a Harsh Mistress); ford. Bihari György; Metropolis Media–Ulpius-ház, Budapest, 2010 (Galaktika fantasztikus könyvek)
- Ajtó a nyárba (The Door into Summer); ford. Joó Attila; Metropolis Media, Budapest, 2014 (Galaktika fantasztikus könyvek)
- Kettős csillag (Double Star); ford. Joó Attila; Metropolis Media, Budapest, 2015 (Galaktika fantasztikus könyvek)